# Línea 14 (Salamanca de Transportes)
La línea 14 de la red de Autobuses urbanos de Salamanca une el barrio de El Zurguén con Huerta Otea.

## Características
La línea 14 enlaza el barrio de El Zurguén con el de Huerta Otea, uniéndolos con los hospitales así como las proximidades de la estación de autobuses.
Esta línea comenzó a prestar servicio el 1 de junio de 2023, fruto del nuevo contrato de explotación del servicio de autobuses urbanos de Salamanca.
Al igual que el resto de las líneas urbanas de la ciudad de Salamanca, está operada por Salamanca de Transportes, perteneciente a Grupo Ruiz.

### Frecuencias
| Lunes a viernes laborables |                |
| de 7:20 a 22:40            | cada 20-35 min |
| Sábados laborables         |                |
| de 8:20 a 22:40            | cada 20-35 min |
| Domingos y festivos        |                |
| de 10:00 a 22:30           | cada 30 min    |

| Lunes a viernes laborables |                |
| de 7:30 a 22:30            | cada 20-35 min |
| Sábados laborables         |                |
| de 8:30 a 22:30            | cada 20-35 min |
| Domingos y festivos        |                |
| de 10:00 a 22:30           | cada 30 min    |

NOTA: La última expedición de lunes a sábado en sentido Huerta Otea finaliza en la parada del paseo de San Vicente a la altura del antiguo Hospital Virgen de la Vega.

## Recorrido y paradas

### Sentido Huerta Otea
NOTA: La última expedición finaliza de lunes a sábado en la parada señalada en amarillo.
| Código | Parada                                    | Común con      | Otros                                 |
| ------ | ----------------------------------------- | -------------- | ------------------------------------- |
| 196    | Calle Comisión Europea, s/n               | 9              |                                       |
| 304    | Paseo de Cuatro Calzadas, frente 78       | 9              |                                       |
| 197    | Paseo de Cuatro Calzadas, frente 60       | 9              |                                       |
| 198    | Calle Castroverde, frente 14              | 9              |                                       |
| 199    | Camino Miranda, 55                        | 9              |                                       |
| 200    | Camino Miranda, 5                         | 9              |                                       |
| 150    | Paseo del Progreso, s/n                   | 6              |                                       |
| 38     | Paseo del Desengaño, s/n                  | 4 6 10         | Transporte Metropolitano de Salamanca |
| 334    | Paseo de San Vicente, s/n                 | 4 6 10         |                                       |
| 39     | Paseo de San Vicente, 101                 | 4 5 6 10 11 15 | Transporte Metropolitano de Salamanca |
| 126    | Avenida de Filiberto Villalobos, 2        | 4 15           | Transporte Metropolitano de Salamanca |
| 127    | Avenida de Filiberto Villalobos, 46       | 4 15           |                                       |
| 180    | Calle Peña de Francia, s/n                | 7 13 15        | Transporte Metropolitano de Salamanca |
| 262    | Avenida del Doctor Ramos del Manzano, s/n | 13             |                                       |
| 316    | Calle Manuel Ramos Andrade, 101           | 13             |                                       |
| 263    | Calle George Borrow, s/n                  | 13             |                                       |
| 264    | Calle Llorente Maldonado, frente 21       | 13             |                                       |
| 210    | Calle Antonio Llorente Maldonado, s/n     | 13             |                                       |
| 251    | Calle Antonio Ponz, s/n                   | 13             |                                       |

### Sentido Zurguén
| Código | Parada                                    | Común con      | Otros                                 |
| ------ | ----------------------------------------- | -------------- | ------------------------------------- |
| 251    | Calle Antonio Ponz, s/n                   | 13             |                                       |
| 252    | Calle Llorente Maldonado, 21              | 13             |                                       |
| 253    | Calle George Borrow, s/n                  | 13             |                                       |
| 315    | Calle Manuel Ramos Andrade, frente 101    | 13             |                                       |
| 254    | Avenida del Doctor Ramos del Manzano, s/n | 13             |                                       |
| 99     | Avenida de los Maristas, s/n              | 4 15           | Transporte Metropolitano de Salamanca |
| 100    | Avenida de los Maristas, 1                | 4 15           | Transporte Metropolitano de Salamanca |
| 36     | Paseo de San Vicente, 106                 | 4 5 6 10 11 15 | Transporte Metropolitano de Salamanca |
| 335    | Paseo de San Vicente, s/n                 | 4 6 10 15      |                                       |
| 37     | Paseo del Desengaño, s/n                  | 6 10           |                                       |
| 143    | Paseo del Progreso, s/n                   | 6              |                                       |
| 144    | Avenida de Saavedra y Fajardo, 18         | 6 9 12         |                                       |
| 193    | Calle Castroverde, 14                     | 9              |                                       |
| 194    | Paseo de Cuatro Calzadas, 56              | 9              |                                       |
| 195    | Paseo de Cuatro Calzadas, s/n             | 9              |                                       |
| 196    | Calle Comisión Europea, s/n               | 9              |                                       |